# Царска медицинско-хируршка академија
Царска медицинско-хируршка академија, Империјална медицинско-хируршка академија или Санктпетербуршка медицинско-хируршка академија, била је највиша специјализована образовна установа Руске Империје (Царевина) за обуку лекара, углавном војне и поморске катедре, која је по структури одговарала универзитетским медицинским факултетима. Академија је децембра 1798. године основана у Санкт Петербургу, према указу Павла I Петровича, прво као Медицинско-хируршка академија, која је августа 1808. године добила назив Царска, а потом је јула 1881. године преименована у Царску војно-медицинску академију.
Пре оснивања академије у Санкт Петербургу, медицинско образовање се стицало на Царском медицинско-хируршком институту, основаном 1783. године, где је настава била искључиво на немачком језику. Поред медицинског, академија је имала и ветеринарско и фармацеутско одељење.
Године 1918. академија је престала да постоји као образовна установа Царске Русије и постала део институција Црвене армије.

## Називи
Кроз два века постојања Царска медицинско-хируршка академија више путав је мењала назив:
- Санктпетербуршка медицинско-хируршка школа (од 1798.)
- Медицинско-хируршка академија (МХА) (од 1799.)
- Царска медицинско-хируршка академија (ЦМХА) (од 1808)
- Царска војномедицинска академија (од 1881)
- Војномедицинска академија (од 1917)

## Положај и изглед
Академија се налази у историјској згради у центру Санкт Петербурга, изграђеној крајем 18. века и у 19. веку.
Главна зграда академије изграђена  специјално за Царску медицинско-хируршке академије у Санк Петербургу, по пројекту Антонија дела Порте у стилу високог класицизма и украшеној живописним панелима Ђузепеа Бернасконија, налази се као предворје дворишта према Компанеиској улици (касније Нижњи Новгородској), а сада академика Лебедева 6,  на садашњем Бољшој Сампсонијевском проспекту, на Виборгсој страни у једаном од историјских делова Санкт Петербурга, који се налази на десној обали реке Неве и Бољшаја Невка, левообалног дела Невског округа и дела Нарве (који је постао део Кировског округа), који је стекао славу због великог броја фабрика и учешћа њихових радника у Октобарској револуцији 1917.
Данас 112 капиталних објеката градитељске целине, која имају статус споменика архитектуре на списку УНЕСКО-а  и под заштитом су Рускије, чине комплекс Војномедицинске академија С. М. Киров.
Војномедицинска академија је била двоспратна зграда, изграђена (изграђена 1798) која се по пројекту састојала  од централне зграде, и два симетрична бочна крила која су гледала на улицу. Природа композиције била је типична за руски класицизам. Средиште главне зграде крунисано је ниском куполом. Унутрашњост академије је више пута обнављано.
У парку академије подигнут је споменик Ј. В. Вилију (председнику академије 1808-1838), а на главном улазу у академију споменик С. П. Боткину.

## Циљеви, задаци, организација
Царска војномедицинска академија је била виша војнообразовна установа, чији је задатак био да оспособљава лекаре, углавном за војне и поморске одсеке, као и да усавршава лекаре који су били у војној служби и припрема их за звање професора. Такође, академија се сматрала великим научним центром који је допринео развоју медицинске науке у Руском царству.
Академија је одиграла значајну улогу у Царској Русији  у:
- развоју свих грана медицине,
- организацији медицинског образовања,
- стварању нових типова клиника (хируршких, болничких, терапијских),
- оснивању клиничких лабораторија,
- организацији курсева за усавршавање војних лекара итд.[6] Академију су водили: збор професора на челу са председавајућим (1798-1808), председником (1808-1867), начелником (1867-1917).  Док је Конференција академије била задужена за едукативни део.

Године 1838-1854. на челу  руководеће структуре академије налазио се управник академије, под којом је радила управа (од 1846). Поред медицинског, академија је имала и ветеринарско и фармацеутско одељење. Академија је у различито времеу свом саставу имала:
- институте (анатомско-физиолошке, хемијске, физичке и хируршке),
- клинике,
- 2. земаљску болницу (од 1869. - клиничку) и поморске болнице,
- музеј,
- ботаничку башту,
- библиотеку и др. институције.[6]

Године 1808-1844. постојао је и огранак академије у Москви.
Студенти су већину времена проводили у болници, чували болесне и тамо слушали предавања. Обука је извођена на латинском језику.

## Историја

### Предисторија
Порекло академије сеже у године владавине Петра Великог, када је  он 1715. године,  издао указ „о ... изградњи посебне зграде за медицинску школу и образовну установу при главним болницама”.  По царском наређењу, камен темељац за изградњу ових установа положен је 1715. године, прво за  Адмиралитетску болницу на Виборшкој страни Санкт Петербурга, а  потом 1717. године и за Копнену болницу.  Почев од 1773. године у њима су почеле са радом хируршке школе за обуку војних лекара, које су 1786. спојене у Главну медицинску школу, која је обучавала лекаре за копнену војску и морнарицу Царске Русије.

### Санктпетербуршка медицинско-хируршка школа (од 1798)
Иницијатор рођења медицинско-хируршка школе, будуће медицинске академије, био је главни директор  Лекарског одбора Медицинског факултета, барон Александар Иванович Васиљев, велики финансијер и законодавац на прелазу из 18. у 19. век, први министар финансија Руског царства (1802-1807), почасни члан Академије наука (1796), члан руске Академије (1801), који је цару поднео посебан извештај, у коме је на убедљив начин образложио потребу за стварањем Медицинске и хируршке школе, као центра за обуку квалификованог медицинског особља.
Званичан датум оснивања медицинске академије под називом Санктпетербуршка медицинско-хируршка школа  је 29. децембар 1798. године када је Павле I Петрович потписао указ о изградњи просторија за учионице медицинске школе и ученички интернат. Иако је свечано отварање академиј обављено 1800. године   када и почела предавања,  датум потписивања указа сматра се даном оснивања Медицинско-хируршке академије.

### Медицинско-хируршка академија (МХА) (од 1799)
Санктпетербуршка медицинско-хируршка академија, како је био први назив ове ове академије, 1799. године мења назив у Медицинско-хируршка академија (МХА). Академија је основана у складу са пројектом главног директора Лекарског одбора Александар Иванович Васиљева, трансформацијом (1799) од раније постојеће Санктпетербуршке медицинско-хируршке школе.
Академија је одмах након оснивања стављена у надлежност Медицинског факултета и њоме је управљала скупштина професора, од којих је најстарији био именован за председника. За првог  председник академије постављен је  Карл Рингеброиг  а за пофесоре: Г. Ф. Соболевски, В. М. Севергин, И. Ф. Буш, П. А. Загорски, В. В. Петров и помоћници: И. А. Смеловски и Г. И. Сухарев

### Царска медицинско-хируршка академија (ЦМХА) (од 1808)
Када је Медицинско-хируршкојакадемији (МХА)  1808. Александар I Павлович дао  право да се зове Царска, академија мења назив у Царска медицинско-хируршка академија (ЦМХА)
Академија је у свом саставу имала 7 одељења: 
- анатомско-физиолошко,
- патолошко-терапијско,
- хируршко,
- материњско (фармаколошко),
- акушерско и судско-медицинско,
- ботаничко и хемијско,
- математичко и физичко.

Студиј је трајао 4 године (настава); ђаци 1. и 2. разреда звали су се ђаци, а 3. и 4. – студенти. Њихов главни контингент послат је из Богословија, иако је међу њима по одобрењу војних власти било и добровољаца. За практичну наставу уређене су учионице за анатомију, физику и друге предмете.
ЦМХА не само да је поставила основу за високо ветеринарско и фармацеутско образовање, већ је постао и први и главни научни, образовни и медицински центар у Русији, у коме су објављени први руски оригинални медицински уџбеници и где су почели да се школују професори за медицинске факултете руских универзитета.
Године 1803. Медицинско-хируршка академија   је прешла под надлежност Министарства унутрашњих послова, и добила је јаснију административну структуру и проширена је затварањем Московске медицинско-хируршке академије, чији су сви студенти пребачени у Санкт Петербург.   Повећан је број државних студената (до 160), а отворен је и пријем волонтера . Повећани су захтеви за кандидате у погледу њихове опште спреме и уведени испити.
За оне који су завршили академију установљено је звање кандидата хирургије, док  је за стицање звања лекара било потребна једногодишње искуство које се стицало радом у војној болници.
Нова ера у животу и раду академије почела је 1805. године, када је професор И.П.Франк,  позван да реформише и руководи њоме. Он је на почетку свог рада представио пројекат по коме је настава распоређена на 4 године. У првој години предавали су: латински, немачки, аритметика, алгебра, геометрија, физика, природна историја, хемија, анатомија и физиологија. У другој години предавани су исти предмети са додатком опште патологије и хигијене и са практичним клиничким вежбама. Трећа година је била посвећена општој медицинској терапији са материјом медиком хирургијом, акушерством, патологијом, интерном медицином, клиникама и ветерином. Током четврте године студенти су изучавали оперативну хирургију, практично акушерство, приватну медицину, амбулантни рад, ветерину, медицинску полицију и судску медицину.
Године 1806. при академији су основане клинике, а 1808. године ветеринарско-фармацеутско одељење. Те године академија мења назив у Царска медицинско-хируршка академија (ЦМХА). Професори и помоћници бирани су конкурсом у присуству чланова конференције и лекарског савета.
Године 1835. додата је 5. година студија, а Царска медицинско-хируршка академија прелази у надлежност Министарства војног (1838), а управљањеу надлежност Одељења за војна насеља, на челу са грофом Клајнмихелом . Године 1842. академија је прешла је у надлежност Војно-медицинског савета, да би 1844.  године дошло је до њеног секундарног и коначног спајања са Московском медицинско-хируршком академијом.
Образовна база ЦМХА наставља континуирано да расте. Године 1840. академији је припојена 2. војна копнена болница, захваљујући којој је за студенте придодат веома значајан контингент пацијената. Године 1846. отворен је анатомски институт, који је  био у надлежност познатог анатома В. Л. Грубера.
Бриљантан процват академије почео је касних 1850-их, од времена председавања П. А. Дубовицког. На његово инсистирање, многи млади људи су послати у иностранство ради научног усавршавања, који су, вративши се на почетак 1860-их и узевши професорска места, дали академији невиђени сјај и славу. Међу овим младим људима били су С. П. Боткин , И. М. Сецхенов , Ф. АТ. Овсианников , Е. АЛИ. Јунге , П. ИУ. Неммерт. Истовремено су створени бројни помоћни институти академије и добили средства за свој развој, као што је, на пример, хемијски, на чијем је челу био познати хемичар Н. Н. Зинин и сл.
Академија је такође била међу пионирима у медицинског образовања за жене. У њој су покренути курсеви за медицинске сестре-бабице 1872. године  Надежда Суслова, била је прва жена лекар у Русији, која је похађала  часове Сеченова на овој академији. 
Током руско-турског рата (1877–1878) професор С.П. Коломнин је први у свету применио трансфузију крви на терену. Хирург Н.В. Склифосовски је активно увео употребу асепсе и антисепсе на терену. Као резултат овог рата, Н.И. Пирогов објављује један од својих најпознатијих научних радова – „Военно-врачебное дело и частная помощь на театре войны в Болгарии и в тылу действующей армии в 1877–1878 гг.”, у коме формулише главне одредбе како војно-пољске хирургије, тако и организовање трупа медицинске подршке, што је касније чинило основу савремене војномедицинске доктрине.
Ступањем на престо цара Александра III Александровича 1881. године започела је нова етапа у историји Царске медицинско-хируршке академије, која је коначно учврстила свој однос као установе са војним одсеком.   
Царска влада, незадовољна духом слободоумља и еманципације у друштву после победе у Отаџбинском рату 1812. и посебно после пораза у Кримском рату 1853-1856. одлучује о већој милитаризацији живота и образовног процеса и преименовању академије у Војномедицинску академију (1881). У складу са новим Правилником о Академији она је била дужна да школује лекаре и хирурге искључиво за потребе војног и поморског одељења. Ветеринарско и фармацеутско одељење искључено је из њеног састава. Прва два предмета на којима су се предавале опште и природне науке су затворена. Трећи, четврти и пети курс су преименовани у млађи, средњи и старији курс. За слушаоце су примани само студенти медицинских факултета који су положили 3. годину и завршили Природњачки факултет.
Број ученика је био ограничен на 500, од  чега су 362 били стипендиста војног одсека и 50 морнарице. За време боравка на академији студенти су се сматрали активним припадницима војске. Како су ове новине од почетка увођења негативно прихваћене од стране медицинска заједница и студенти академије, 1884. године постављено је питање ревизије уредбе из 1881. године. Како су студенти који су дошли на Царску војномедицинску академију били слабо припремљени из анатомије и хистологије,  одлучено је да се отвори свих пет курсева. После вишемесечног рада чланова Конференције Академије и расправа у посебној комисији 1888. године, царским указом од 15. јуна 1890. одобрена је нова повеља (уредба) о устројству Царске војномедицинске академије.
У рату са Јапаном 1904-1905. први пут у руској војсци за дијагностику на иницијативу Н.А. Вељамов је почео је да се користи рендгенски апарат,  што је дало допринос развоју нових метода хируршких интервенција.

### Академија након Октобарске револуције
Године 1917. академија је престала да постоји као образовна установа Царске Русије и постала део институција Црвене армије, прво под називом Војномедицинска академија (1917), затим као  Војномедицинска академија Радничко-сељачке Црвене армије (од 1929) и Војномедицинска академија Црвене армије. С. М. Киров (од 1935), а данас носи назив Војномедицинска академија С. М. Киров.

## Слушаоци
У почетној фази рада, број студената на академији кретао се од 280 до 300. Од овог броја годишње је диплому класних чинова војног одсека стекло око 60-70 слушалаца (од који нису сви отишли да раде у оружаним снагама). Па је тако у периоду од 1825. до 1838. године у војску и морнарицу примљено 636 лекара, 183 ветеринара и 34 фармацеута  дипломаца Царске медицинско-хируршке академије.
До 1850. године број запослених у Академији, био је променљивог састава, а број студената повећан је на преко 600 полазника, тако да је нпр. 1. јануара 1852. године  број студената износио 664. Од тог броја 274 су били стипендисти, 38 државни а 332 самофинансирајућих студенти.
У периоду од 1858. до 1861. године, на Царској медицинско-хируршка академији дипломирало је 554 лекара, 50 ветеринара и 55 фармацеута.
У прву годину Царске медицинско-хируршке академије, почев од 1860-их година примано је око 300 полазника  годишње. Највећи део овог контингента чинили су свршени студенти богословије и учитељске богословије. Од 1869. пријем на академију постао је бројчано неограничен, па се број студената нагло повећавао.
Трајање школовања је 1881. године смањено са пет на три године, а обука  је добила практичнији облик, да би с почетка 1890-их. настава била враћена на претходну петогодишњу обуку.
Од 1882. године упис је поново ограничен, тако да је укупан број студената на академији износио 750 студената..
У периоду од 1862. до 1870 на академија је дипломирала 892 полазника од тога  179 лекара, 50 фармацеута,  50 ветеринара и 39 за ветеринарских помоћника.
У периоду од 1871. до 1875, број свих дипломираних лекара специјалиста тог времена износио је 697.
У периоду од 1876.до 1878 обучено је 502 лекара и 102 ветеринара.
У 1879. години дипломирало је 188 лекара, 44 ветеринара и један апотекар.
У периоду од 1881. до 1894. године академија је обучила (укључујући и оне који су положили испит) 2.792 лекара и 71 ветеринара. Од овог броја 1.630 лица упућено је на војна и поморска одељења.
Укупно је у периоду од 1862. до 1900. године Царска медицинско-хируршка академија обезбедила војсци и морнарици 8.090 лекара.
Почетком 20. века годишњи број студената на академији био је око 1.000 полазника. Од овог броја годишње је дипломирало од 127 до 240 студената.
Укупно је у периоду од 1900. до 1914. године дипломирало 2.130 студената.
Током 1915. године (у време Првог светског рата), свих 970 студената, са свих смерова студија, послато је у трупне јединице пре завршетка студија.